# Grandes Llanuras
Las Grandes Llanuras (en inglés: Great Plains) son una alta y amplia meseta que se extiende al este de las Montañas Rocosas, en América del Norte, y cubre parte de los estados estadounidenses de Nuevo México, Texas, Oklahoma, Colorado, Kansas, Nebraska, Wyoming, Montana, Dakota del Sur y Dakota del Norte. En Canadá, se extienden por  las provincias canadienses de Alberta, Saskatchewan y Manitoba. En México alcanza los valles intermontanos del norte de las Sierras Madres Occidental y Oriental, en los estados de Coahuila, Nuevo León y Tamaulipas.
Por toda la región existen muchas granjas dedicadas a la agricultura y la ganadería. Cuenta además con grandes depósitos de petróleo y carbón. Cada veinticinco años aproximadamente, la región sufre sequías y devastadoras tormentas de arena.
Las Grandes Llanuras son las más occidentales de América del Norte, y se extienden hacia el este hasta la meseta de los Apalaches. El Servicio Geológico de Estados Unidos divide las Grandes Llanuras de Estados Unidos en nueve subdivisiones fisiográficas: 
- Meseta de Misuri (Missouri Plateau), glaciares: este-centro de Dakota del Sur, el norte y este de Dakota del Norte y el noreste de Montana
- Colinas Negras (Black Hills): oeste de Dakota del Sur
- Altas Llanuras (High Plains): el este de Nuevo México, el noroeste de Texas, el oeste de Oklahoma, el este de Colorado, el oeste de Kansas, la mayoría de Nebraska (incluida la de arena Hills) y en el sureste de Wyoming
- Llanuras de la Frontera (Plains Border): parte central de Kansas y el norte de Oklahoma (incluidas las Flint, Rojo y Smoky Hills)
- Piedemonte de Colorado (Colorado Piedmont): este de Colorado
- Sección Ratón (Raton section): el noreste de Nuevo México
- Valle del Pecos (Pecos Valley): este de Nuevo México
- Meseta Edwards (Edwards Plateau): el centro-sur de Texas
- Sección Texas Central (Central Texas section): parte central de Texas

El altiplano se utiliza en relación con el contexto más general para describir la elevación de las regiones de las Grandes Llanuras, que son principalmente al oeste del meridiano 100º. El 100º se corresponde aproximadamente con el meridiano de la línea que divide a las Grandes Llanuras en una zona que recibe 500 mm o más de lluvia al año y un área que recibe menos de 500 mm. En ese contexto, el altiplano es semiárido y se caracteriza en general por los pastizales o tierras de cultivo marginales. La región está periódicamente sometida a largos períodos de sequía, y fuertes vientos en la región pueden generar devastadoras tormentas de polvo.

## Grandes Llanuras del Norte

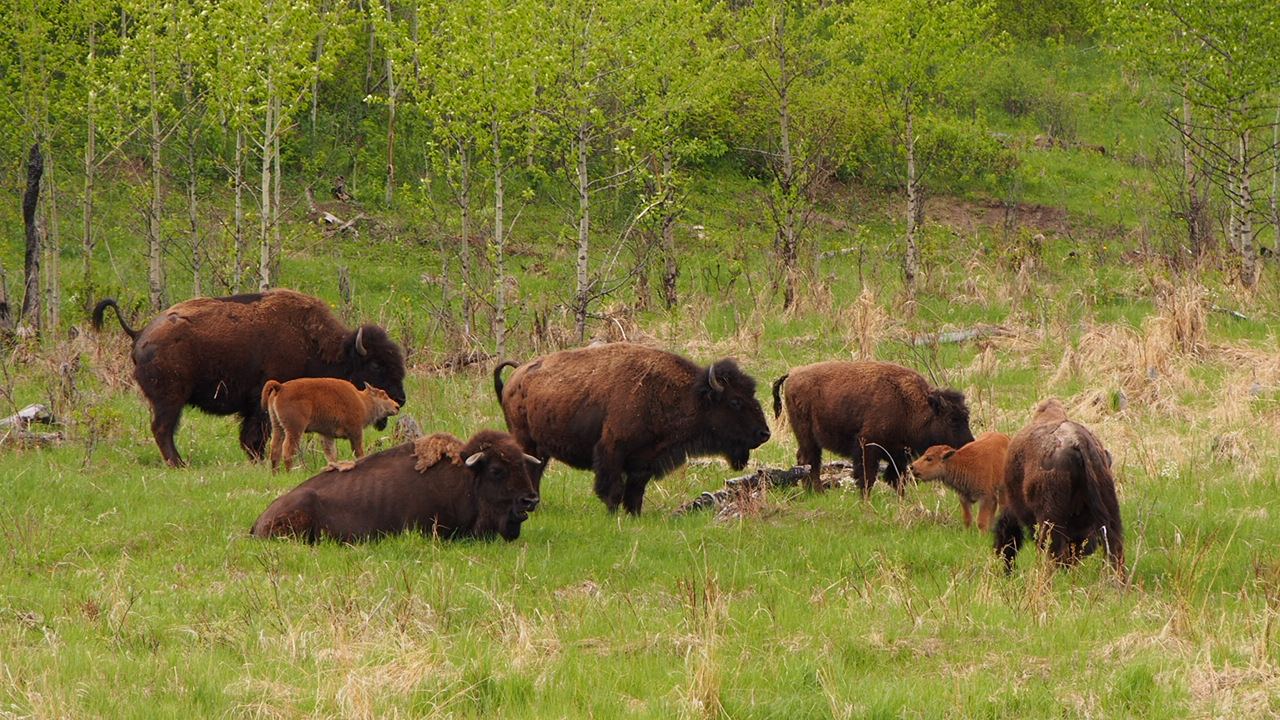
Manada de bisontes de las llanuras de varias edades descansando en Elk Island Park, Alberta.

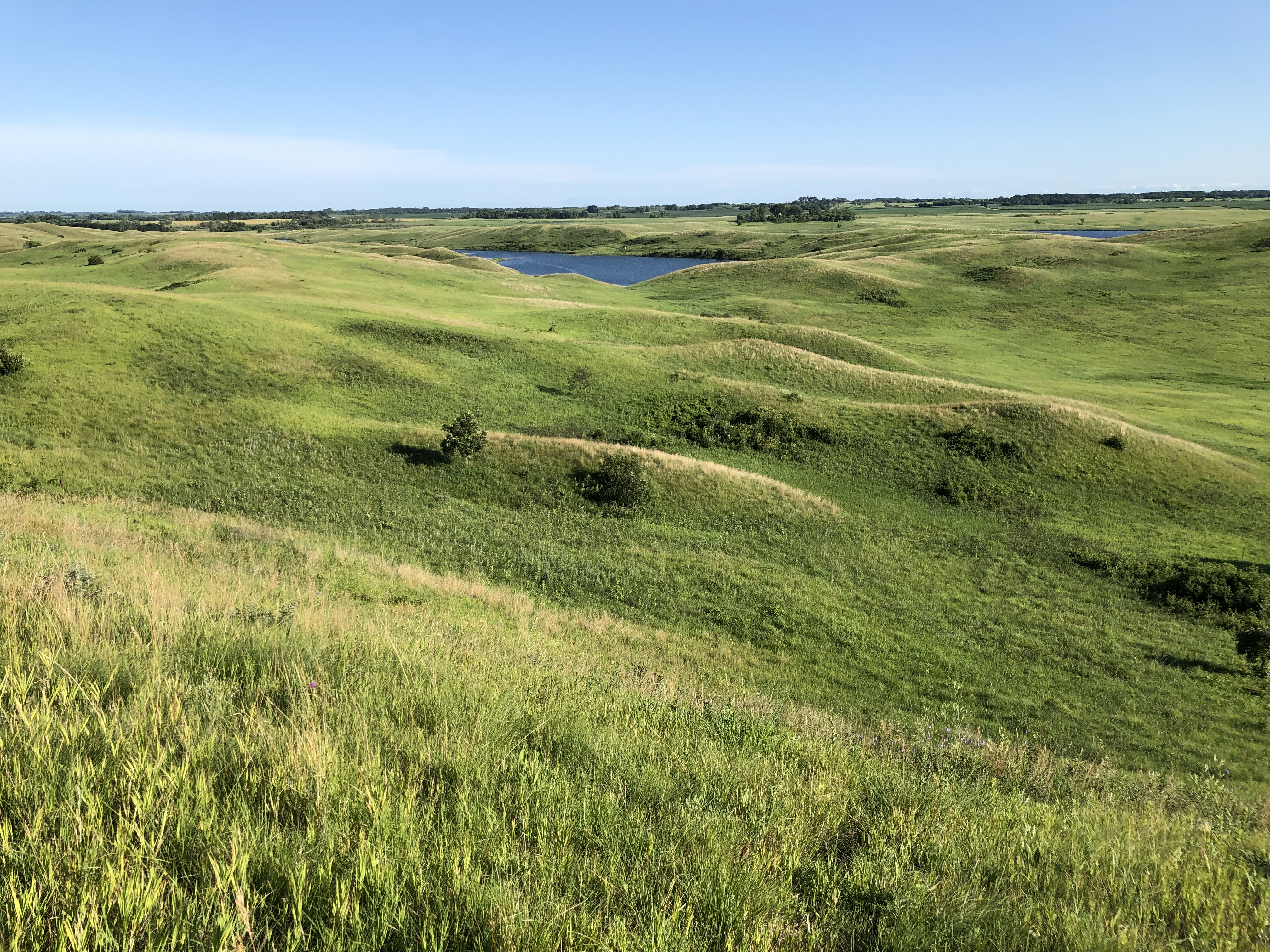
Las Grandes Llanuras vistas en la pradera alta de Minnesota en el Parque Estatal de los Lagos Glaciales.

La sección norte de las Grandes Llanuras, al norte del paralelo 44, incluye el este de Montana, el este de Wyoming, la mayor parte de Dakota del Norte y Dakota del Sur, el suroeste de Minnesota y partes de las provincias canadienses, incluyendo el sureste de Alberta, el sur de Saskatchewan y el suroeste de Manitoba. Los estratos aquí son Cretácico o Terciario temprano, y yacen casi horizontales. La superficie se muestra como una llanura de degradación por un ascenso gradual aquí y allá a la cresta de una escarpa irregular, la escarpa-remnant de un estrato resistente. También hay mesas ocasionalmente cubiertas de lava y diques crestas formadas, superando el nivel general por 500 pies (152,4 m) o más y demostrando manifiestamente la erosión generalizada de las llanuras circundantes. Todos estos relieves son más abundantes hacia las montañas del centro de Montana. La penillanura ya no se encuentra en el ciclo de erosión que fue testigo de su producción. Parece haber sufrido un levantamiento regional o un aumento de su elevación, ya que el curso superior del río Misuri y sus ramificaciones ya no fluyen por la superficie de la llanura, sino por valles bien escalonados y maduros, varios cientos de metros por debajo del nivel general. Una excepción significativa a la regla de los valles maduros se produce, sin embargo, en el caso del Missouri, el río más grande, que se rompe por varias caídas sobre areniscas duras alrededor de 50 millas (80,5 km) al este de las montañas. Esta peculiar característica se explica como el resultado del desplazamiento del río desde un valle preglaciar mejor escalonado por la capa de hielo del Pleistoceno. En este caso, la capa de hielo cubrió las llanuras desde las tierras altas canadienses, moderadamente elevadas, situadas al noreste, en lugar de hacerlo desde las montañas cercanas, mucho más altas, situadas al oeste. La altitud actual de las llanuras cercanas a la base de las montañas es de 4000 pies (1219,2 m).
Las llanuras septentrionales se ven interrumpidas por varias pequeñas zonas montañosas. Las Colinas Negras, principalmente en el oeste de Dakota del Sur, son el grupo más grande. Se elevan como una gran isla desde el mar, ocupando un área ovalada de unos 100 millas (160,9 km) de norte a sur por 50 millas (80,5 km) de este a oeste. En Black Elk Peak, alcanzan una altitud de 7216 pies (2199,4 m) y tienen un relieve efectivo sobre las llanuras de 2000 o 3000 pies (914,4 m). Este macizo montañoso es de estructura abovedada de arco plano, ahora bien disecado por arroyos consecuentes irradiantes. Los estratos superiores, más débiles, han sido erosionados hasta el nivel de las llanuras, donde sus bordes volcados están uniformemente truncados. Los siguientes estratos más duros se han erosionado lo suficiente como para revelar el núcleo de rocas cristalinas ígneas y metamórficas subyacentes en aproximadamente la mitad de la zona abovedada.

## Grandes llanuras intermedias
En la sección intermedia de las llanuras, entre el paralelo 44 y el paralelo 42, incluyendo el sur de Dakota del Sur y el norte de Nebraska, la erosión de ciertos grandes distritos es peculiarmente elaborada. Conocidas como Badlands, presentan una forma minuciosamente disecada, con un relieve de algunos centenares de metros. Esto se debe a varias causas:
- el clima seco, que impide el crecimiento de un césped herbáceo
- la fina textura de los estratos terciarios de los distritos de badland
- cada pequeño arroyo, en épocas de lluvia, esculpe su propio vallecito.[1]

## Grandes Llanuras Centrales

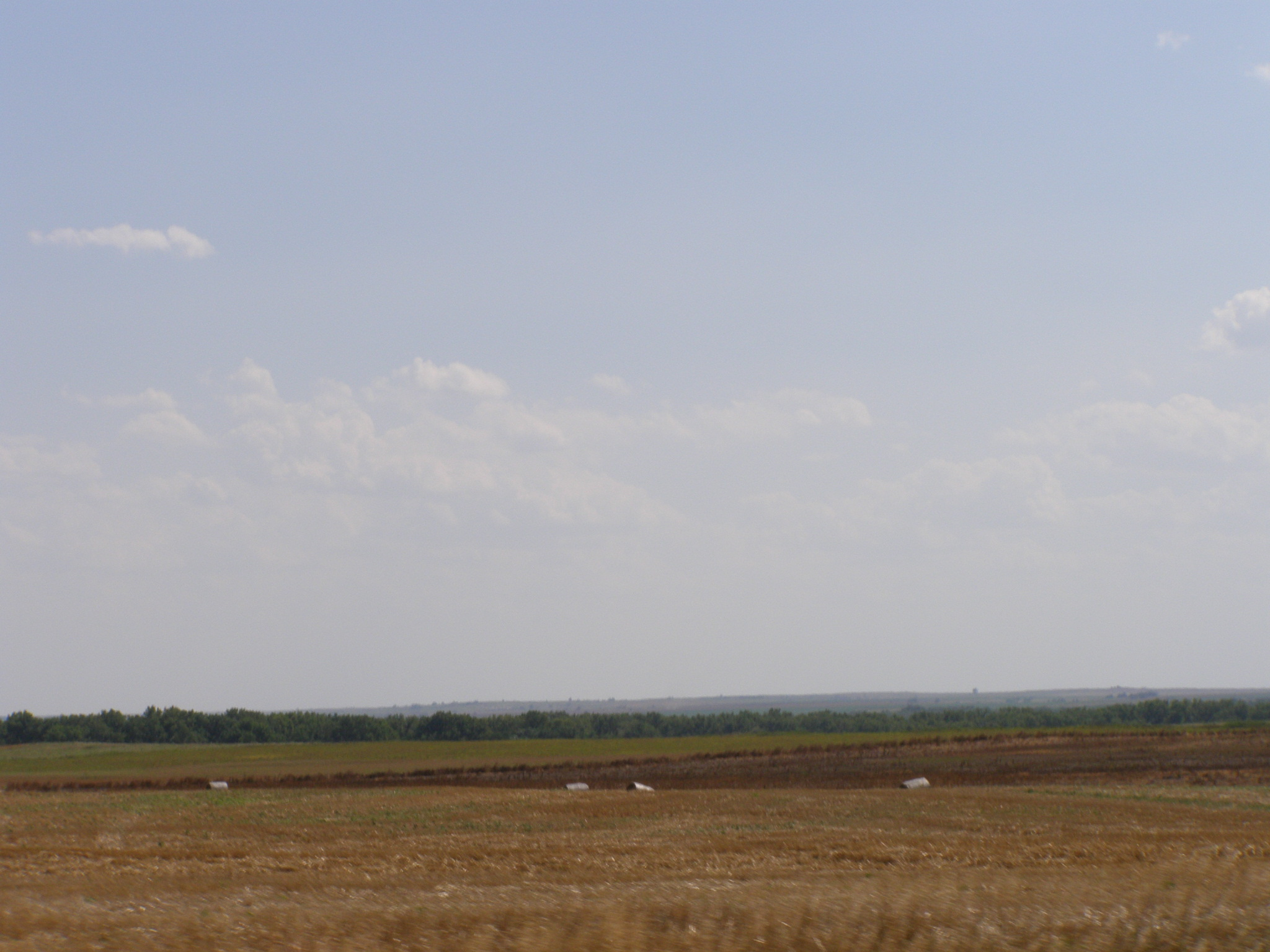
Las Altas Llanuras de Kansas, en las Smoky Hills cerca de Nicodemus.

La sección central de las Grandes Llanuras, entre el latitudes 42° y 36° Norte, que ocupa el este de Colorado y el oeste de Kansas, es en su mayor parte una llanura fluviosa disectada. Es decir, esta sección estuvo antaño suavemente cubierta por una llanura de suave pendiente de grava y arena que se había extendido hacia adelante en una amplia zona denudada como depósito de piedmont por los ríos que salían de las montañas. Desde entonces, ha sido más o menos disecada por la erosión de los valles. La parte central de la llanura presenta un marcado contraste con la parte septentrional.
Mientras que la parte septentrional debe su suavidad a la remoción de gravas y arenas locales de una superficie anteriormente irregular por la acción de los ríos que se degradan y sus afluentes, la parte meridional debe su suavidad a la deposición de gravas y arenas importadas sobre una superficie anteriormente irregular por la acción de los ríos que se degradan y sus afluentes. Las dos secciones también se parecen en que las eminencias residuales todavía superan aquí y allá la penillanura de la sección septentrional, mientras que la llanura fluvial de la sección central enterró completamente el relieve preexistente. Hay que hacer una excepción a esta afirmación para el suroeste, cerca de las montañas del sur de Colorado, donde algunas mesetas coronadas de lava (Mesa de Maya, Raton Mesa) se alzan varios miles de pies por encima del nivel general de la llanura, y así dan testimonio de la erosión generalizada de esta región antes de que se degradara.

## Grandes Llanuras del Sur

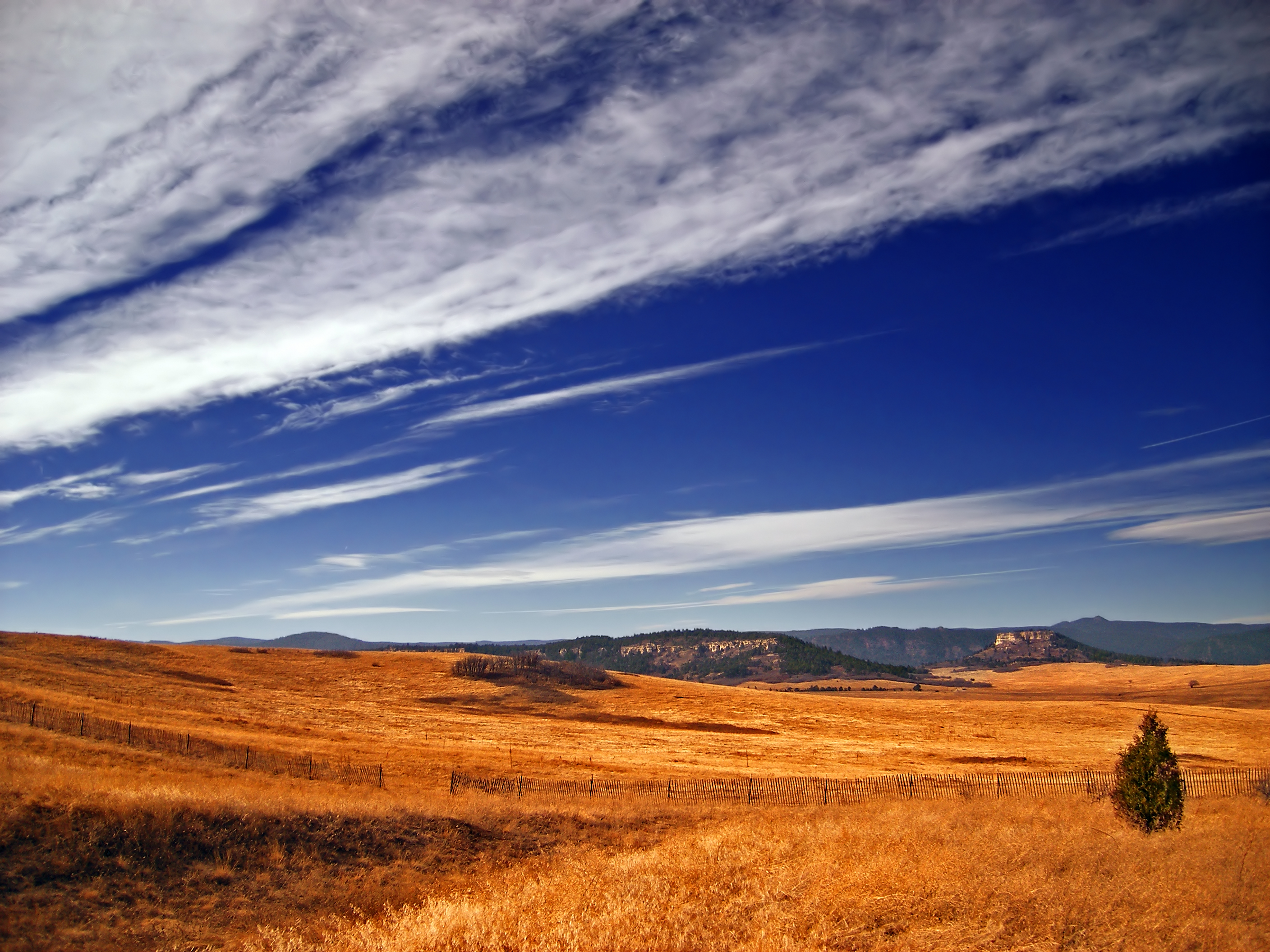
Pradera de hierba corta cerca de la cordillera frontal de las Rocosas en Colorado.

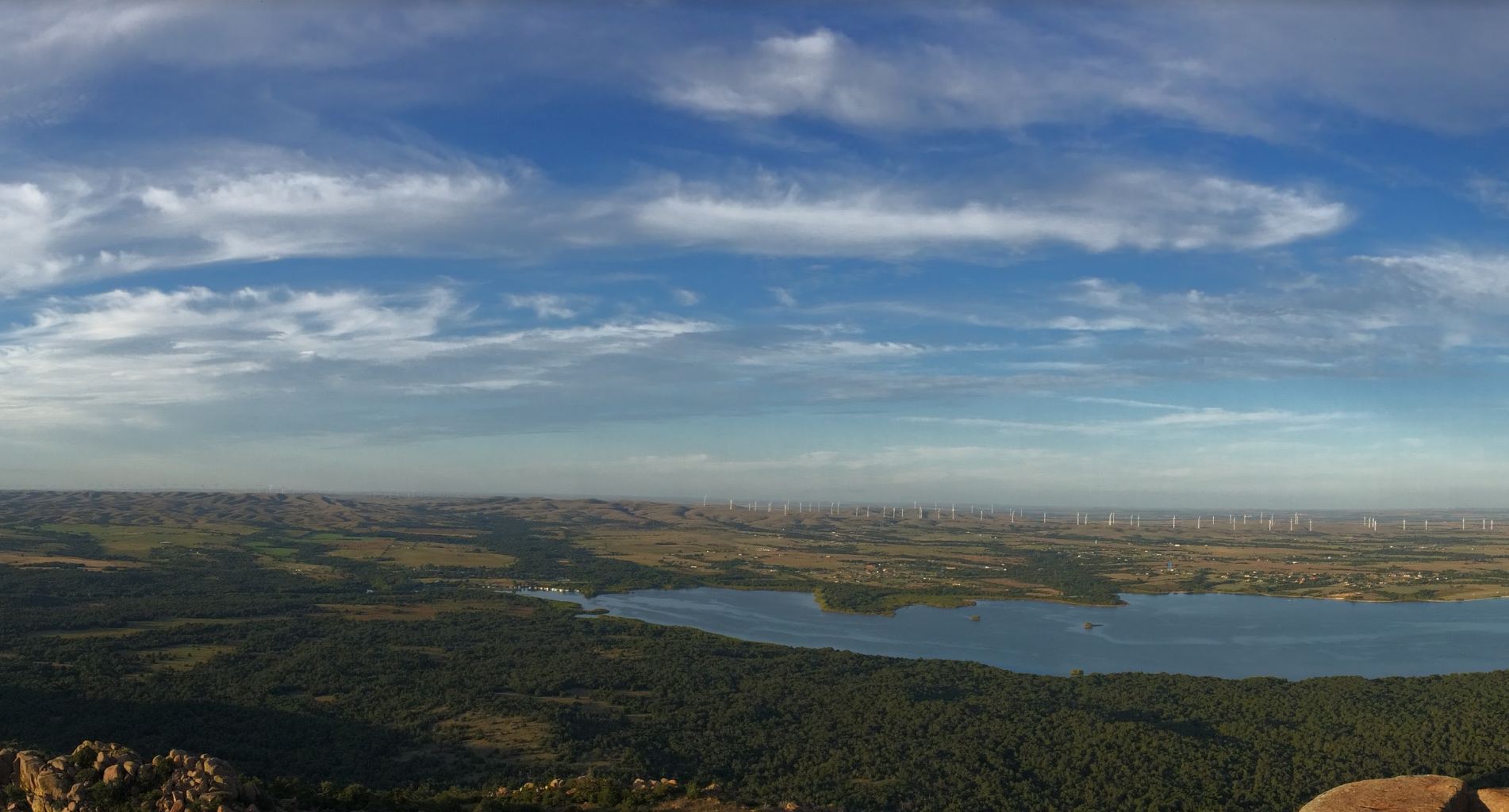
Vista del lago Lawtonka y aerogeneradores desde Mount Scott, Oklahoma.

La sección meridional de las Grandes Llanuras, entre las latitudes 35,5° y 25,5°, se extiende por el oeste de Texas, el este de Nuevo México y el oeste de Oklahoma. Al igual que la sección central, es en su mayor parte una llanura fluvial disectada. Sin embargo, las tierras más bajas que la rodean por todos lados la sitúan en un relieve tan fuerte que se levanta como una mesa-tierra, conocida desde la época en que perteneció a México como el Llano Estacado. Mide aproximadamente 150 millas (241,4 km) de este a oeste y 400 millas (643,7 km) de norte a sur. Es de contorno muy irregular, estrechándose hacia el sur. Su altitud es de 5500 pies (1676,4 m) en el punto occidental más alto, el más cercano a las montañas de las que proceden sus gravas. A partir de ahí, se inclina hacia el sureste a un ritmo decreciente, primero unos 12 pies (3,7 m), luego unos 7 pies por milla (1,3 m/km), hasta sus límites oriental y meridional, donde su altitud es de 2000 pies (609,6 m). Al igual que las Altas Llanuras situadas más al norte, es extraordinariamente suave.
Es muy seca, salvo por ocasionales láminas de agua poco profundas y temporales tras las lluvias. Llano está separada de las llanuras en el norte por el maduro valle consecuente del Río Canadiense, y de las montañas en el oeste por el amplio y probablemente maduro valle del Río Pecos. Al este, está fuertemente socavado por la erosión regresiva de las cabeceras de los ríos Rojo, Brazos y Colorado de Texas y presenta un escarpe irregular de aproximadamente 500 a 800 pies (152,4 a 243,8 m) de altura, que domina la zona denudada central de ese estado. Allí, entre los ríos Brazos y Colorado, hay una serie de afloramientos aislados coronados por caliza que subyace tanto al Llano Uplift al oeste como a la escarpa de las Grand Prairies al este. La parte meridional y estrecha de la meseta, denominada Meseta de Edwards, está más diseccionada que el resto y cae hacia el sur en una escarpa de falla deshilachada. Esta escarpa domina la llanura costera del Río Grande. bahía. La zona denudada central, al este del Llano, se asemeja a la sección este-central de las llanuras en la exposición de rocas más antiguas. Entre estas dos zonas similares, en el espacio limitado por los ríos Canadiense y Rojo, se elevan las formas tenues de las Montañas Wichita en Oklahoma, el miembro más occidental del sistema Ouachita.

## Paleontología

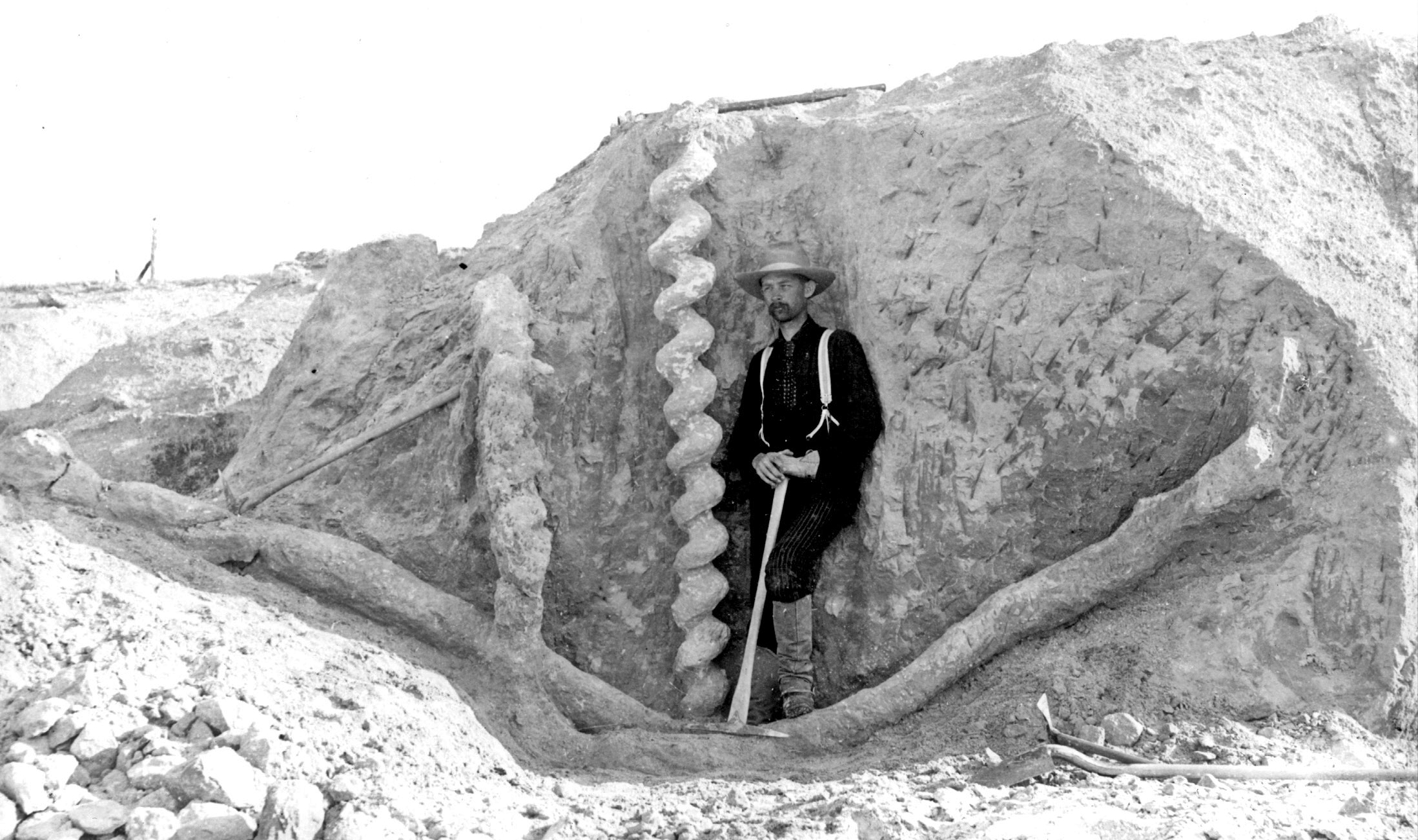
Excavación de una madriguera fósil de Daemonelix (Palaeocastor) en el Monumento Nacional Agate Fossil Beds.

Durante el período Cretácico (145-65 millones de años), las Grandes Llanuras estaban cubiertas por un mar interior llamado Occidental Interior Seaway. Sin embargo, durante el Cretácico Tardío al Paleoceno (65-55 millones de años), el mar comenzó a retroceder, dejando detrás depósitos marinos de gran espesor y un terreno relativamente plano que el mar había una vez ocupado..

## Asentamientos

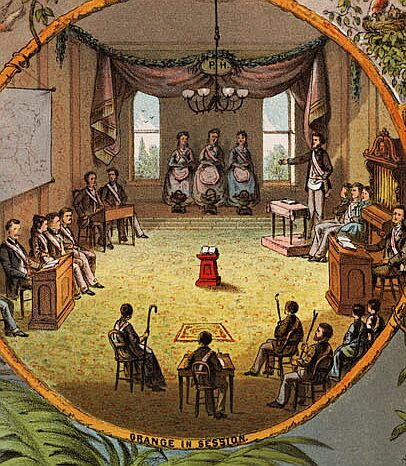
Grange en sesión, 1873.

Los ferrocarriles abrieron las Grandes Llanuras a la colonización, haciendo posible el envío de trigo y otros cultivos a bajo coste a los mercados urbanos del Este y de ultramar. Los colonos estadounidenses podían adquirir tierras gratuitamente. Los ferrocarriles vendieron sus tierras a bajo precio a los inmigrantes con la esperanza de que generaran tráfico en cuanto se establecieran las granjas. Los inmigrantes llegaron a raudales, especialmente de Alemania y Escandinavia. En las llanuras, muy pocos hombres solteros intentaban gestionar una granja o un rancho por sí solos; comprendían la necesidad de contar con una esposa trabajadora y numerosos hijos para hacer frente a las numerosas responsabilidades. Durante los primeros años de asentamiento, las granjeras desempeñaron un papel fundamental para garantizar la supervivencia de la familia trabajando al aire libre. Después de aproximadamente una generación, las mujeres abandonaron cada vez más los campos, redefiniendo así sus funciones dentro de la familia. Las nuevas tecnologías animaron a las mujeres a dedicarse a tareas domésticas, como la costura y las lavadoras. Los medios de comunicación y los agentes de extensión del gobierno promovieron el movimiento de la "economía doméstica científica", junto con las ferias del condado en las que se presentaban los logros en cocina casera y enlatado, columnas de consejos para las mujeres sobre la contabilidad agrícola y cursos de economía doméstica en las escuelas.
La imagen oriental de la vida agrícola en las praderas enfatizaba el aislamiento del granjero solitario y su esposa, sin embargo, los residentes de las llanuras crearon para sí mismos una ajetreada vida social. A menudo patrocinaban actividades que combinaban trabajo, comida y entretenimiento, como granjas, cáscaras de maíz, abejas de acolchado, reuniones del Grange, actividades de la iglesia y funciones escolares. Las mujeres organizaban comidas compartidas y comidas en grupo, así como visitas prolongadas entre las familias.